# 요란 THE PRINCESS OF SNOW AND BLOOD

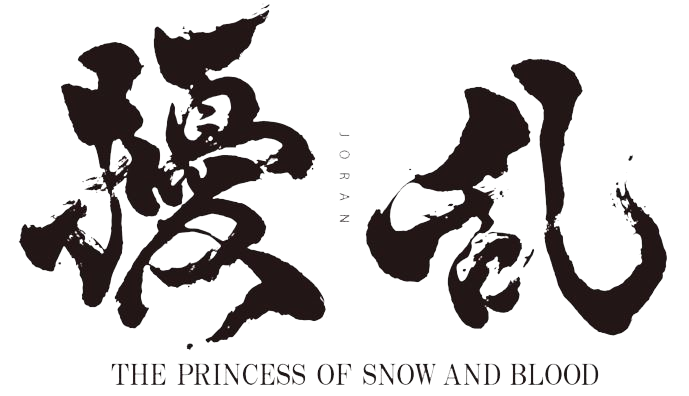

요란 THE PRINCESS OF SNOW AND BLOOD(일본어: 擾乱 THE PRINCESS OF SNOW AND BLOOD)는 부시로드, 니혼테레비, 타츠노코 프로덕션에 의한 미디어 믹스 작품이다. 사실과는 다른 역사를 더듬은 메이지 시대의 일본을 무대로, 정부 안는 처형인 조직과 정권 타도를 내거는 반체제파 조직의 싸움이 그려진다.